# پایگاه هوایی یلگاوا

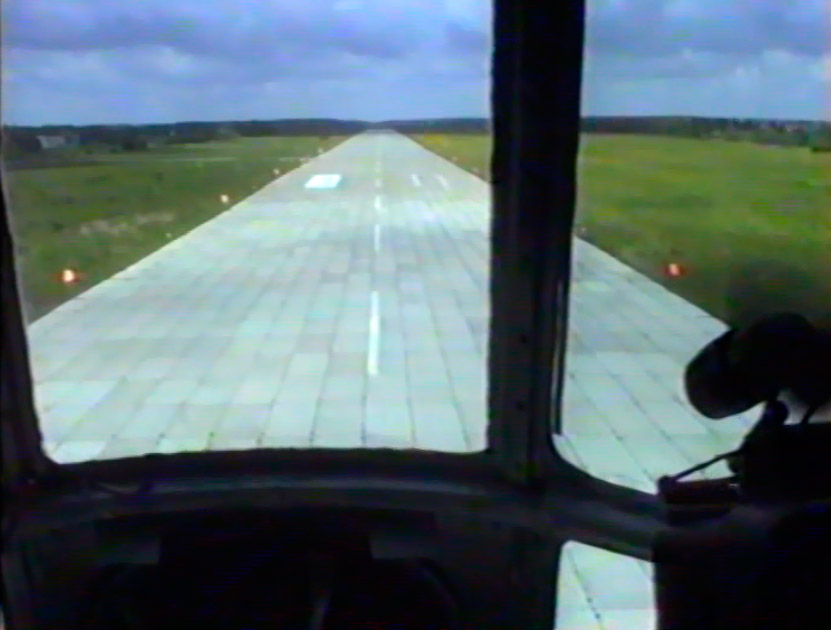
باند فرودگاه جلگاوا (EVEA) در سال 1990

پایگاه هوایی یلگاوا (به انگلیسی: Jelgava Air Base) یک فرودگاه غیرنظامی است که یک باند فرود بتن دارد و طول باند آن ۸۰۰ متر است. این فرودگاه در کشور لتونی قرار دارد و در ارتفاع ۶ متری از سطح دریا واقع شده‌است.